# جورج بيل تيمرمان (الابن)
وهو سياسي أمريكي ينتمي إلى الحزب الديمقراطي ولد جورج بيل تيمرمان، الابن في 11 آب - أغسطس من سنة 1912 شغل جورج بيل تيمرمان، الابن منصب حاكم ولاية كارولينا الجنوبية ما بين عامي 1955 إلى عام 1959 توفي جورج بيل تيمرمان، الابن في 29 تشرين الثاني - نوفمبر من سنة 1994.